# Black Point-Green Point (Kalifornija)
Black Point-Green Point je naseljeno područje za statističke svrhe u američkoj saveznoj državi Kalifornija. Prema popisu stanovništva iz 2010. u njemu je živjelo 1,306 stanovnika.